# Kladovo
Kladovo (in serbo Кладово?, in romeno Claudia, molto spesso nota in letteratura come Gladowa o Gladova) è una città e una municipalità del distretto di Bor nel nord-est della Serbia centrale. È situata sulla riva destra del Danubio, che la divide dalla Romania.

## Municipalità
La municipalità di Kladovo comprende la città di Kladovo, la città di Brza Palanka e i seguenti villaggi:
| - Davidovac - Grabovica - Kladušnica - Korbovo - Kostol - Kupuzište - Ljubičevac - Mala Vrbica - Manastirica - Milutinovac | - Novi Sip - Petrovo Selo - Podvrška - Rečica - Reka - Rtkovo - Tekija - Vajuga - Velesnica - Velika Kamenica | - Velika Vrbica |  |

## Galleria d'immagini

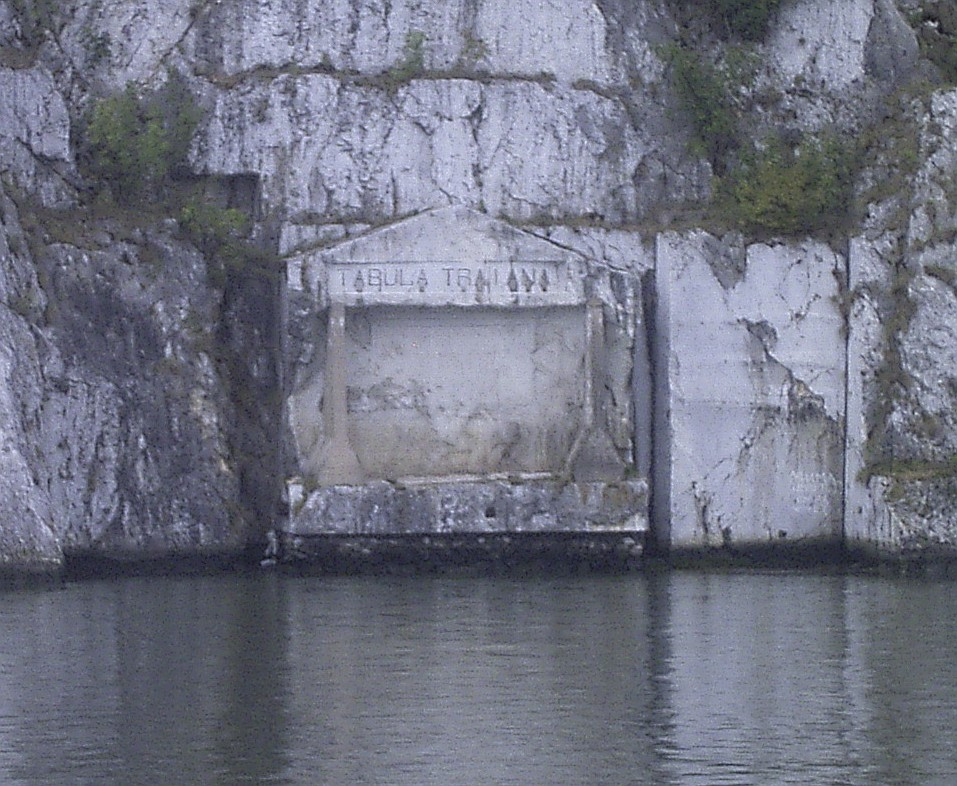
Tabula Traiana
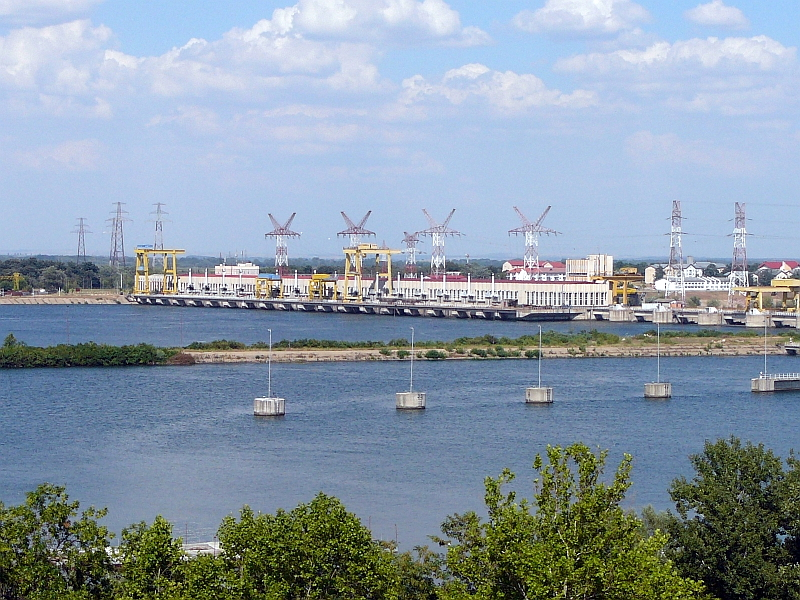
Centrale idroelettrica "Đerdap"
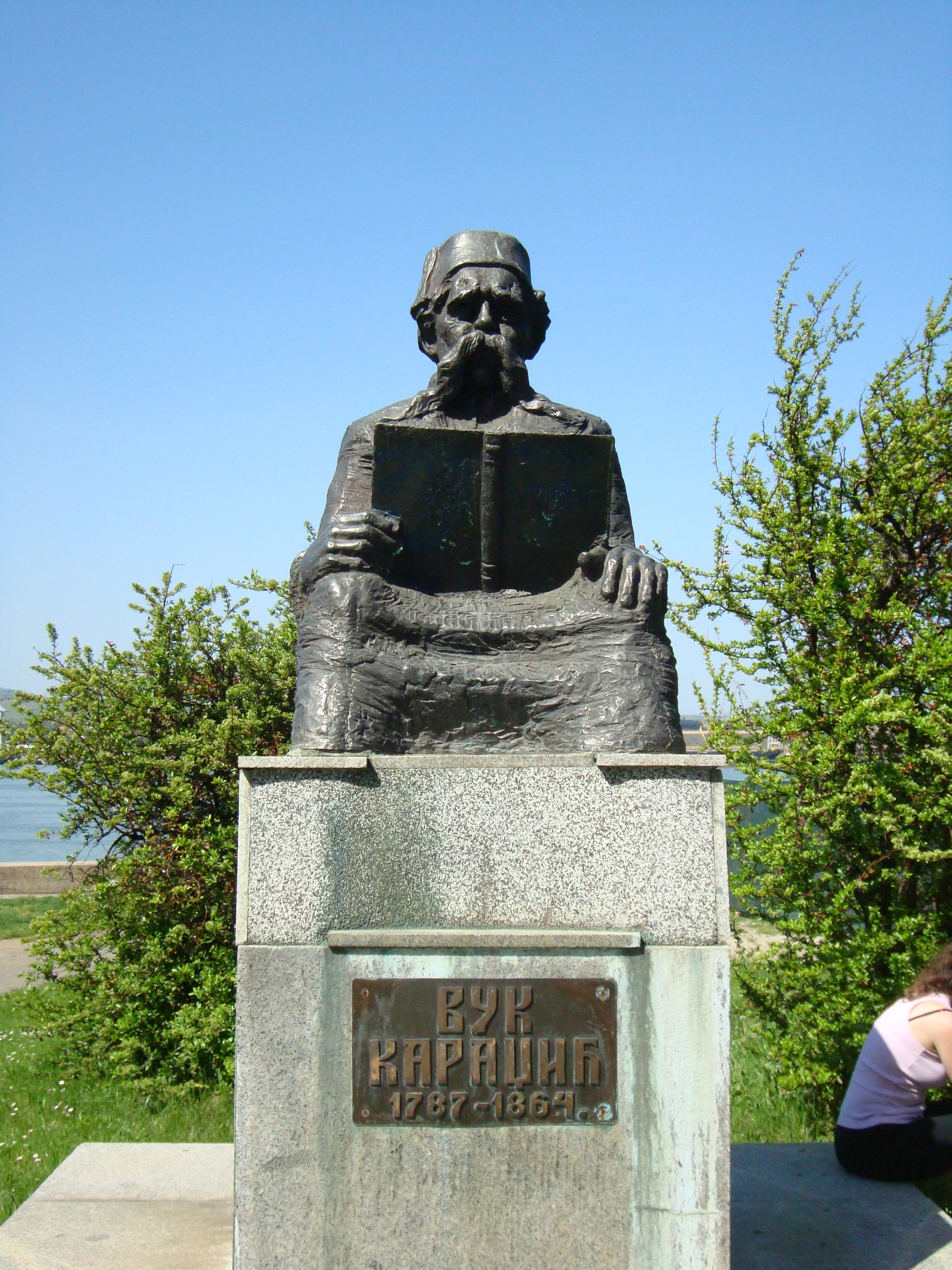
Monumento a Vuk Karadžić
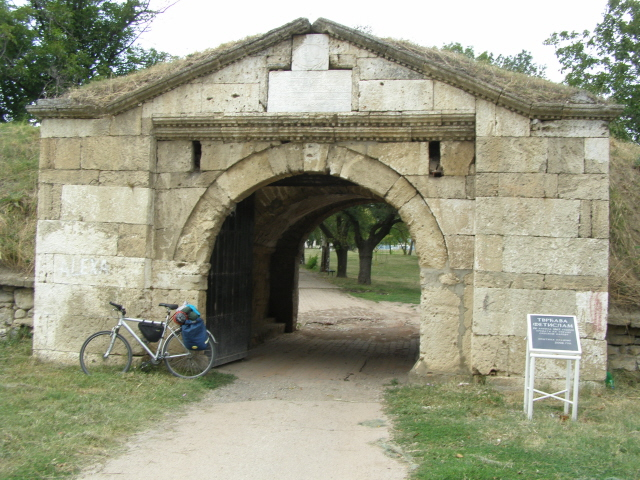
Fortezza di Kladovo "Fetislam"